# Ми — дорослі
«Ми — дорослі» — радянський художній фільм 1980 року, знятий режисером Віктором Пусурмановим на кіностудії «Казахфільм».

## Сюжет
За мотивами повісті О. Сараєва «Зоряне поле». Після закінчення школи Жоламан приїжджає на півострів Мангишлак і стає робітником-нафтовиком. Глядачі дізнаються про те, як він дорослішає і мужніє, про його друзів і перше юнацьке кохання

## У ролях
- Жан Байжанбаєв — Жоламан
- Болат Калимбетов — Кабен
- Жанна Куанишева — Айна
- Джамбул Худайбергенов — Заур
- Ментай Утепбергенов — Халіолда
- Мухтар Бахтигерєєв — бурмастер
- Дімаш Ахімов — Думбай
- Шаріп Бейсембаєв — дід Ілларіон
- Жакіп Омаров — батько Жоламана
- Макіль Куланбаєв — дід Жозік
- Мейрман Нурекєєв — Жахід
- Гульнара Єралієва — Жозік
- Лідія Ашрапова — епізод
- Айтжан Айдарбеков — епізод

## Знімальна група
- Режисер — Віктор Пусурманов
- Сценарист — Геннадій Хоменчук
- Оператор — Асхат Ашрапов
- Композитор — Базарбай Джуманіязов
- Художник — Ідріс Карсакбаєв